# Arborio
Arborio är en ort och kommun i provinsen Vercelli i regionen Piemonte, Italien. Orten har gett namn till rissorten Arborioris. Kommunen hade 862 invånare (2018).